# Гаспринский, Исмаил
Исмаи́л-мирза́ Гаспри́нский, Гаспралы  (крымскотат. İsmail Mustafa oğlu Gasprinskiy (Gaspıralı) / Исмаил Гаспринский (Гаспыралы) / اسماعيل غصپرينسكى; 8 [20] марта 1851, Авджикой, Таврическая губерния — 11 [24] сентября 1914, Бахчисарай, Таврическая губерния) — крымскотатарский политический и общественный деятель, интеллектуал, просветитель, издатель и диссидент, получивший известность и признание среди всего мусульманского населения Российской империи. Один из основоположников джадидизма и пантюркизма.

## Биография

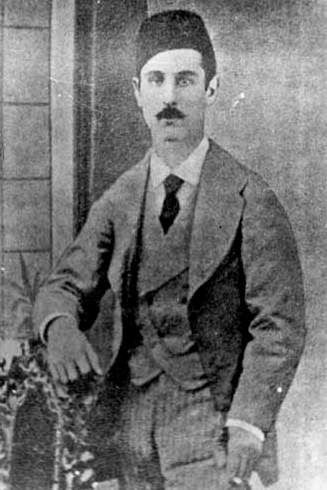
Исмаил Гаспринский в 1872 году во время обучения в Сорбонне

Родился в селе Авджикой, (по другим сведениям в соседнем селе Улу-Сала), Ялтинского уезда Таврической губернии (ныне Бахчисарайский район Крыма) в семье офицера русской службы Мустафы Али-оглу Гаспринского и его жены Фатмы-Султан Темир-Гази-кызы (девичья фамилия Кантакузова). Мустафа Али-оглу был уроженцем расположенного на южном берегу Крыма посёлка Гаспра, и потому взял себе фамилию Гаспринский. 19.04.1854 г. семью утвердили в дворянском достоинстве. Исмаил Гаспринский получил домашнее образование, в начальной школе (мектебе), в Симферопольской казённой мужской гимназии, в Воронежском кадетском корпусе, а затем во 2-й Московской военной гимназии (1864–1867 гг.). Не окончив учёбу, вернулся в Крым, где стал учителем начальной школы. В 1871 г. уехал во Францию, где обучался в Сорбонне (Парижском университете). С 1874 по 1875 годы жил в Турции. Вернувшись в Крым, он был избран гласным (депутатом) Бахчисарайской городской думы. С 13 февраля 1879 года по 5 марта 1884 года — городской голова Бахчисарая.
С 1879 году Исмаил Гаспринский предпринимал неоднократные попытки создать собственное издательство газет на общетюркском языке «Файдалы эглендже» (1879—1880), «Закон» (1881). С 10 апреля 1883 года Гаспринскому разрешили издавать и редактировать первую российскую тюрко-славянскую газету «Переводчикъ-Терджиманъ». Она долгое время была единственным тюркоязычным периодическим изданием в России, а с началом XX века старейшей мусульманской газетой в мире. Газета просуществовала почти 35 лет и была закрыта 23 февраля 1918 года.
Через «Переводчикъ-Терджиманъ» идеи Исмаила Гаспринского распространялись в Крыму, Идел-Урале, Хивинском ханстве, Бухарском ханстве. Кроме того, газета распространялась в Персии, Китае, Турции, Египте, Болгарии, Франции, Швейцарии, США. И. Гаспринский не предполагал, что его газета более популярна среди иностранцев, нежели среди соотечественников.
Материалами издания И. Гаспринского пользовалась печать исламских народов: «Икдам», «Себах», «Гайрет», «Ватан», «Диккат», «Хидмет», «Агонк», «Заман», «Каир», «Нил», «Ахтер», «Наасури».
В 1886 году наладил издание рекламного приложения к газете «Переводчик-Терджиман» под названием «Листок объявлений». С конца 1905 года Гаспринский начал издавать первый крымско-тюркский журнал для женщин «Алем-и нисван» («Женский Мир»), редактором которого была его дочь Шефика. Это была третья попытка (первые две неудачные он предпринял в 1887 году — журнал «Тербие» (Воспитание), а в 1891 году приложение к газете «Переводчикъ-Терджиманъ» — «Кадын» (Женщина)). В 1906 году Исмаил Гаспринский добился разрешения на издание первого юмористического журнала на родном языке под названием «Ха-ха-ха». Позже он создал новый еженедельник — орган мусульманской фракции Государственной думы Российской империи газету «Миллет» («Народ»).

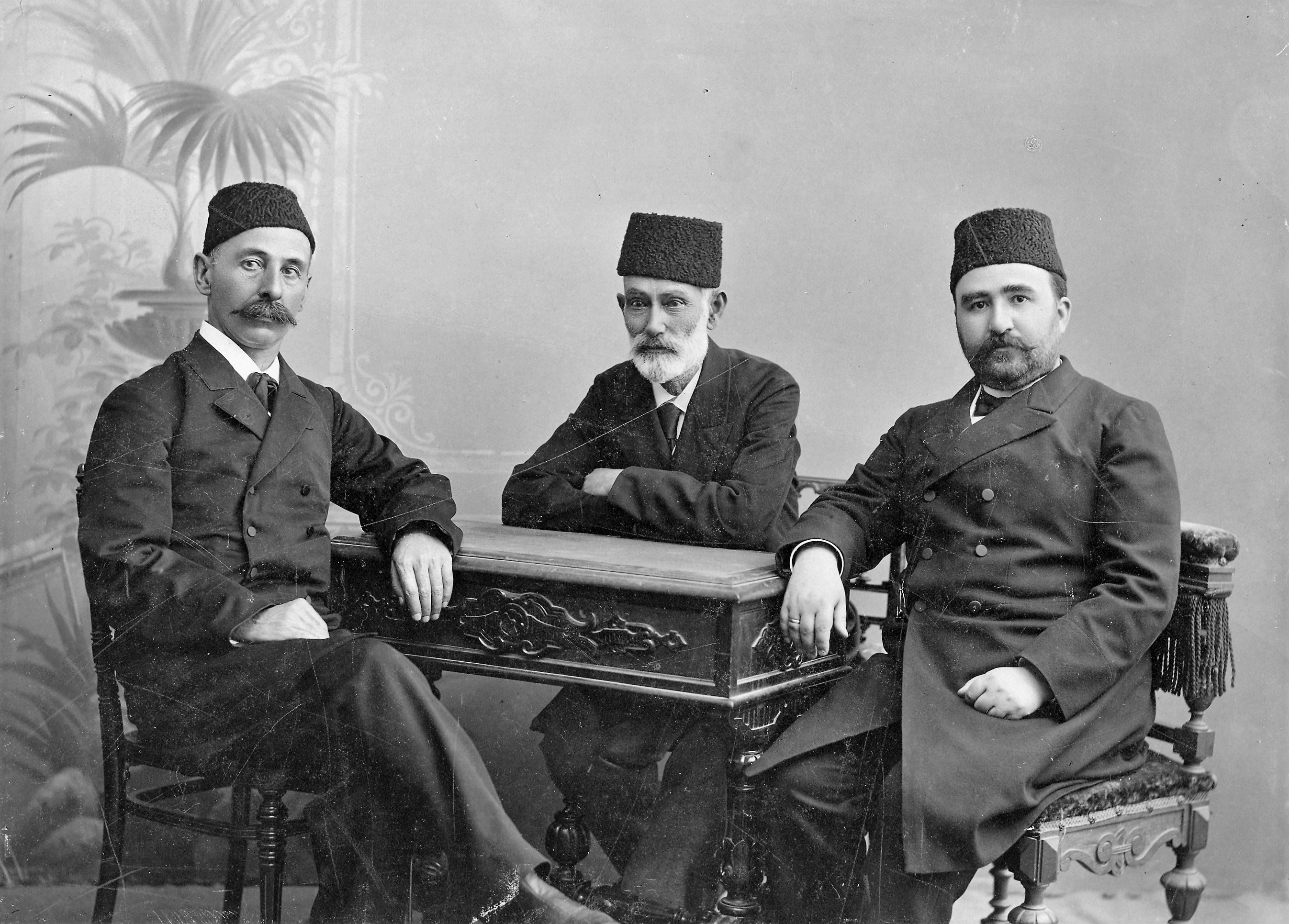
Исмаил Гаспринский, Гасан-бек Зардаби и Алимардан-бек Топчибашев. Баку, 1894 год

В 1907—1908 годах в Египте Исмаил Гаспринский выпустил несколько номеров газеты «Ан-Нахда» («Возрождение») на арабском языке. Сотрудниками издательства И. Гаспринского в разное время были выдающиеся деятели крымскотатарской культуры: Осман Акчокраклы, Мемет Нузет, Якуп Шакир-Али, Усеин Шамиль Тохтаргазы, Абляким Ильмий, Асан Сабри Айвазов, Исмаил Лятиф-заде, Сеит-Абдулла Озенбашлы и др. За многолетнюю издательскую деятельность в 1908 г. к юбилею издательства в казанской типографии И. Н. Харитонова был изобретён именной типографский шрифт имени И. Гаспринского.
С именем Исмаила Гаспринского связано основание и развитие просветительского движения народов исламского Востока — джадидизм (новый, более светский метод обучения), которое радикально изменило суть и структуру начального образования во многих мусульманских странах, придав ему более светский характер. И. Гаспринским были разработаны основы преобразования мусульманской этноконфессиональной системы народного образования. Его новые методы обучения с успехом применялись не только в Крыму, но и в Татарстане, Казахстане, Башкортостане, Туркменистане, Таджикистане, Узбекистане, Кыргызстане, Азербайджане, Турции, Северной Персии и Восточном Китае. Им была написана и издана серия учебных пособий для национальных новометодных школ. Наиболее известным из них стал учебник «Ходжа и субъян» («Учитель детей»). С 1887 года И. Гаспринский являлся членом Таврической учёной архивной комиссии.
В 1905 г. И. Гаспринский и его единомышленники создали мусульманскую либеральную организацию «Бутюнрусие иттифак аль муслимин» («Всероссийский союз мусульман»). Он был членом ЦК и непосредственно возглавил Крымское отделение «Иттифак эль муслимин». Осенью 1905 г. он и возглавляемое им отделение организации перешли на позиции «Союза 17 октября». И. Гаспринский был активным участником всех съездов «Иттифак эль муслимин». Среди крымско-татарских единомышленников И. Гаспринского известны: Исмаил и Амет Муфтии-заде, Мустафа Кипчакский, Асан Сабри Айвазов, Абдурахман Мемет оглу, Асан Тарпиев, Сулейман Крымтаев, Абдурешит Медиев, Рустам Ахундов, Ибраим Гурзуф, Али Булгаков, Аббас Корбек и др.
В 1907 г. И. Гаспринский предложил в Каире созвать Всемирный Мусульманский Конгресс, для объединения прогрессивных сил Востока на пути реформ и преобразований.
И. Гаспринский стоял у истоков Всероссийского профессионального союза полиграфических работников. И. Гаспринский распространял идеи организации многочисленных «Обществ воспомоществования бедным мусульманам», «Библиотечных обществ» и принимал участие в работе многих из них.
И. Гаспринский умер в Бахчисарае и похоронен на территории Зынджирлы медресе.

## Взгляды
Мировоззренческие принципы и идеи И. Гаспринского основывались на основе либеральной идеологии, прогрессивного развития общества, дружбы славянских и тюркских народов, конфессиональной терпимости христиан и мусульман, неприятия радикальных требований социалистов. И. Гаспринский выступал за эволюционные формы развития общества. Отмечается, что Гаспринский видел реальную перспективу прогрессивного культурного развития, решения насущных социальных и политических проблем тюркского мира внутри российской государственной целостности, в союзе и согласии с русским народом, о котором он писал: 

«Самый многочисленный и главный народ России — русские — одарены весьма редким и счастливым характером мирно и дружно жить со всякими другими племенами. Зависть, враждебность, недоброжелательство к инородцам не в характере обыкновенного русского человека. Это хорошая черта, несомненный залог величия и спокойствия России…»— Терджиман (Переводчик). 1884. № 1 (8 января). С. 1.

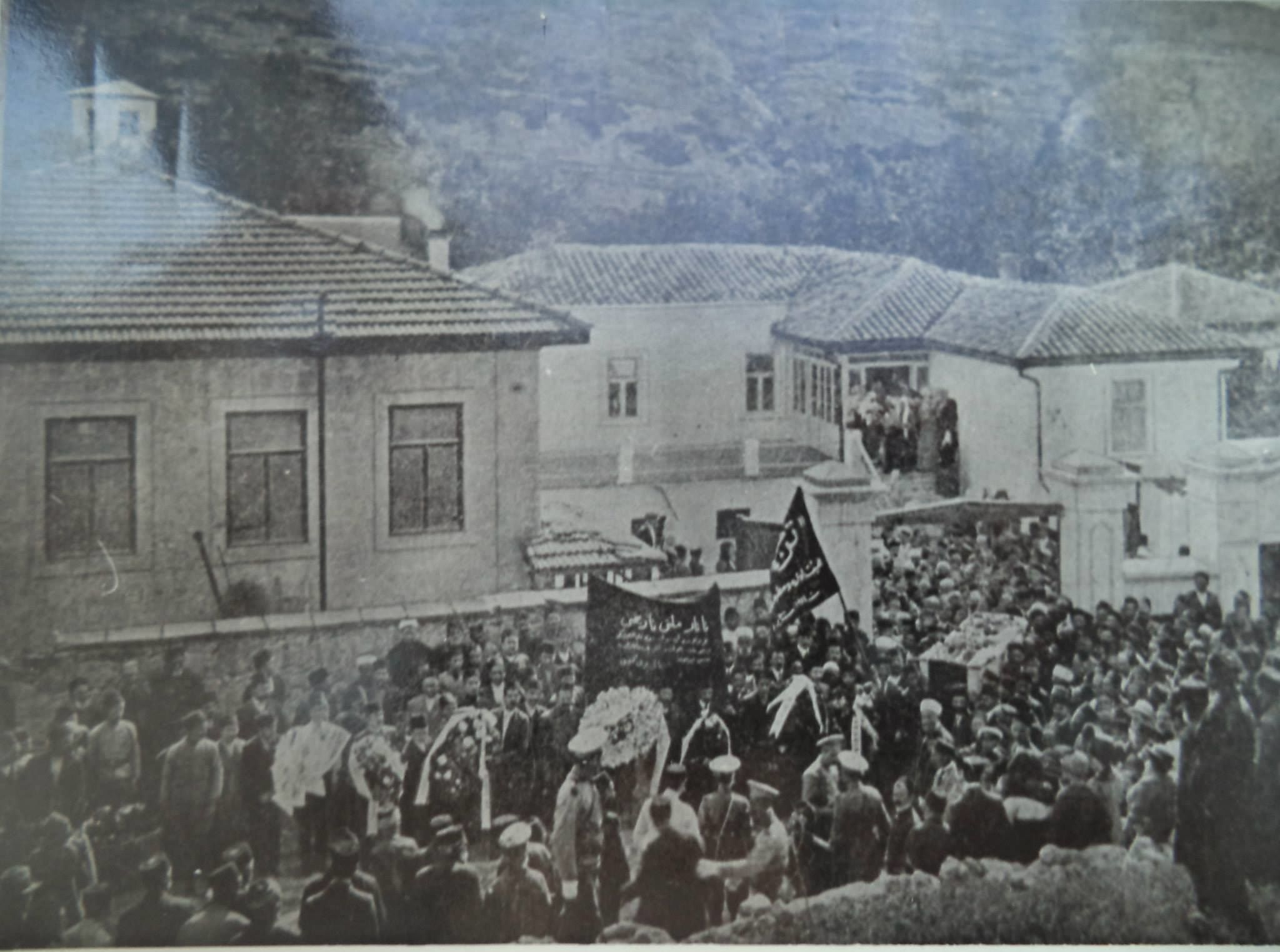
Похороны Исмаила Гаспринского

И. Б. Гаспринский, будучи тонким наблюдателем духовной жизни мусульман России, после зарубежных путешествий отметил наличие «племенного самомнения» у европейцев и единоверных турок. В то же время он указал, что в его отечестве мусульмане не тяготятся «отношением русского общества». В брошюре И. Б. Гаспринского 1881 г. впервые указано на наличие феномена «русского мусульманства».
Взгляды И. Гаспринского по общественной значимости стоят в одном ряду с идеями выдающихся просветителей и философов Джамалютдина аль-Афгани, Шигабутдина Марджани, Мухаммада Абдо, Гасан-бека Меликова (Зардаби), Махмудходжи Бехбуди и др.

## Творчество
И. Гаспринский — автор нескольких художественных произведений: роман «Французские письма», частью которого является утопическая повесть «Дар уль Рахат мусульманлары»; повесть — «Африканские письма — Страна амазонок»; рассказ «Арслан Кыз», новелл — «Горе Востока», эссе «Русское мусульманство. Мысли, заметки и наблюдения мусульманина», «Русско-Восточное соглашение. Мысли, заметки и пожелания» и некоторые другие. И. Гаспринский явился родоначальником многих литературных и публицистических жанров не только у крымских тюрков, но и у других тюркских народов.

## Семья
В течение жизни Исмаил-бек Гаспринский был трижды женат: 
- Первая жена (1876-1878) — Самура Ханым (?—1903[12]), из села Дерекой, развелись после двух лет брака[11]
  - Дочь — Хатидже Гаспринская[11], потомки Хатидже живут в Крыму[13].
- Вторая жена (с 1882) — Зухра Асфандияровна, урождённая Акчурина (1862—1903[a]), в браке с Исмаилом родились 8 детей, трое умерли в младенчестве.
  - Сын — Рифат (1884—1925), журналист, редактор и издатель газеты «Терджиман». Заведующий музеем и библиотекой Исмаила Гаспринского в Бахчисарае, заместитель директора музея Ханского дворца.
  - Дочь — Шефика (1886—1975), лидер крымскотатарского движения «Исполнительный комитет мусульманок Крыма» («Кадынлар гюню»), жена Насиб-бека Усуббекова.
  - Дочь — Нигяр (1896—?), эмигрировала в Турцию, вышла замуж за управляющего по имени Сулейман, в браке счастлива не была[13]
  - Сын —  Джавад-Мансур или Джавдед-Мансур (1897?—?), эмигрировал в Турцию, закончил литературно-географический факультет в Стамбуле, работал чиновником[13].
  - Сын —  Гейдар-Али или Айдер-Али (1897—1977), эмигрировал в Турцию, один из создателей организации «Благотворительного общества по содействию крымским мусульманам-эмигрантам», окончил медицинский университет в Стамбуле, работал в муниципальной больницу в Кайсери, был женат на Фатме Назлы Гаспралы (1903—1991)[13]
- Третья жена — ?[11]

## Награды
И. Гаспринский награждён орденами: бухарским «Золотой орден Восходящей Звезды» (III степени); турецким «Меджидие» (IV степени); иранским «Льва и Солнца» (IV и III степени) и «Медалью Санкт-Петербургского русского Технического общества» (бронзовая). Памятники И. Гаспринскому установлены в Симферополе и Бахчисарае. Именем И. Гаспринского названы улицы, библиотека в Симферополе. В Армянске есть бульвар имени И. Гаспринского.

## Память
Именем Исмаила Гаспринского названы:
- микрорайон Исмаил-Бей в городе Евпатория
- улицы в городах Бахчисарай, Казань, Керчь[15], Симферополь, Херсон, Судак[16],
- улица в посёлке Советский[17]
- детский футбольный турнир[18] (с 2006 года в Евпатории)
- библиотека в Симферополе
- Медаль Гаспринского — государственная награда Республики Крым. Учреждена Государственным Советом Республики Крым в 2016 году за значительный личный вклад лица в культурное и духовное развитие народов Республики Крым, за вклад в укрепление традиционных конфессий в интересах Республики Крым, за особые личные заслуги в укреплении межнационального и межконфессионального мира и согласия в Крыму[19].

### Дом-музей и памятники Исмаилу Гаспринскому

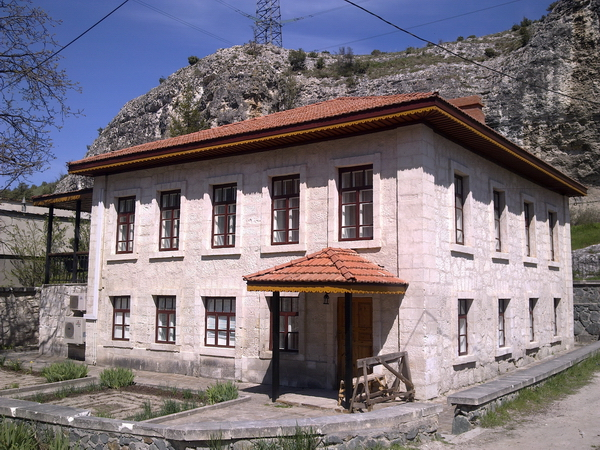
Мемориальный музей Исмаила Гаспринского, в Бахчисарае по ул. Гаспринского 47а. 911710919820005
Памятник Исмаилу Гаспринскому в Симферополе на набережной р. Салгир (скульптор А. Алиев). 911710883860005
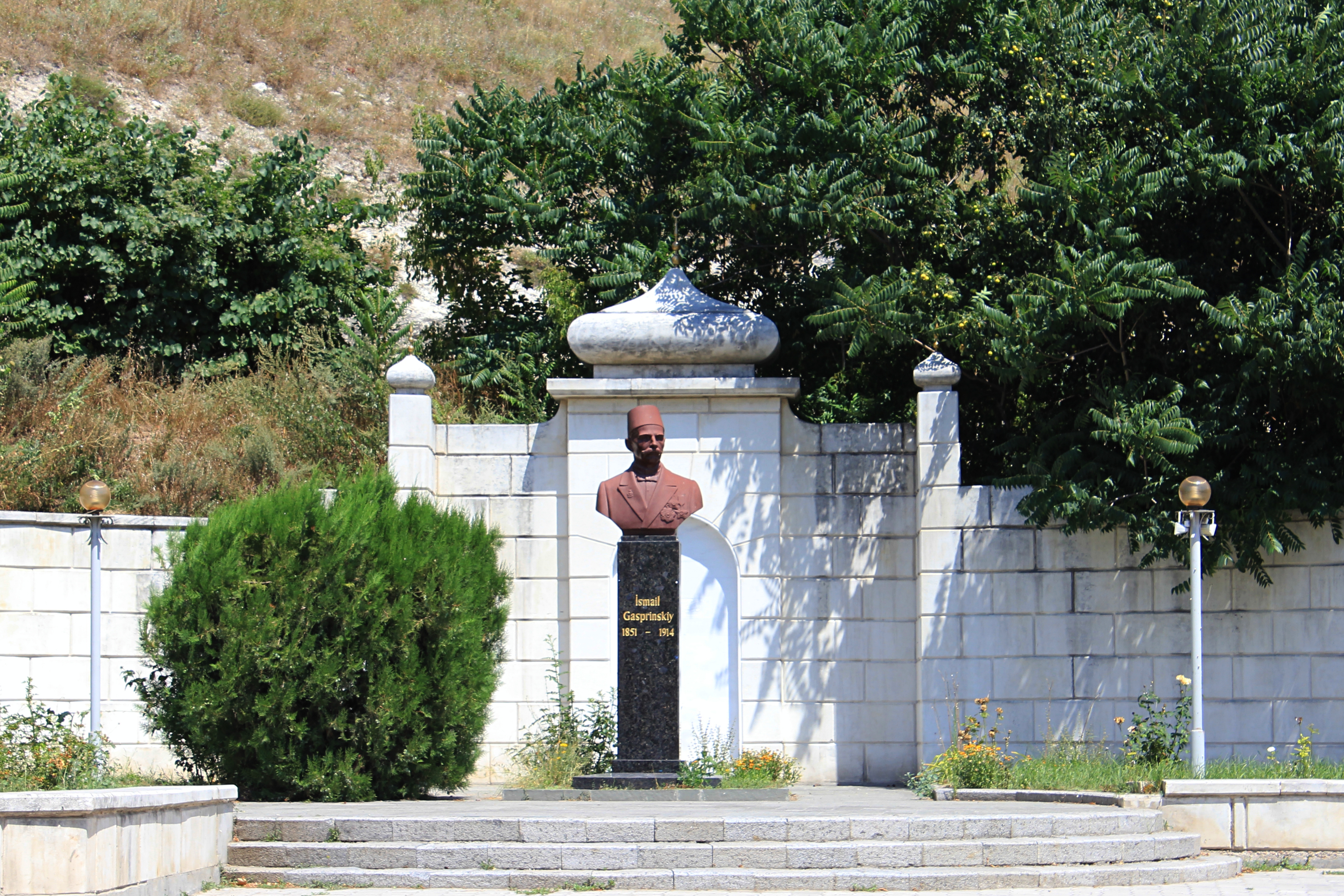
Памятник Исмаилу Гаспринскому в Бахчисарае возле дома № 4 по ул. Ленина. 911710945250005

## Комментарии
1. ↑  По другим сведениям в апреле 1902 года[14]